# Даніель Ходовецький
Даніель Ніколаус Ходовецький (польськ. Daniel Nikolaus Chodowiecki, 16 жовтня 1726, Данциг — 7 лютого 1801, Берлін) — німецький художник польського походження, представник академічного напрямку, графік і живописець майстер офорту, книжковий ілюстратор, один з головних представників реалізму, натуралізму та сентименталізму в німецькому мистецтві XVIII століття.

## Біографія
Даніель Ходовецький народився у вільному місті Данциг, 1726 року. Нащадок гугенотів (по лінії матері Марії Генрієтти Айрер, яка була родом із Швейцарії), що переселилися в Данциг близько 1550 року. За словами самого Ходовецького, його предок за батьківською лінією, польський дворянин Бартломей Ходовецький, жив у XVI столітті у Великій Польщі, хоча це не підтверджується незалежними джерелами. Його дід Крістіан, який народився 1655 року, також був купцем у Данцигу. Його батько, Готфрід Ходовецький, був торговцем зерном і походив із Великої Польщі. Брат Даніеля — художник-мініатюрист Готфрід Ходовецький (1726–1781). Після смерті батька в 1740 році Даніель Ходовецький почав вивчати комерцію. У 1743 році брати переїхали жити до свого дядька Антуана Айрера, який володів магазином у Берліні. Там Ходовецький почав робити малюнки біжутерії на продаж. Айрер надав братам можливість здобути початкову художню освіту, вони навчалися живопису на емалі у Йоганна Якоба Хайда з Аугсбурга. З 1754 року брати Ходовецькі стали самостійними художниками-мініатюристами та живописцями з емалі.
1764 року Даніель Ходовецький був прийнятий до Берлінської академії мистецтв. У 1783 Ходовецький був призначений секретарем Академії та став відповідати за академічні виставки. З 1786 по 1789 був ректором, з 1789 по 1797 заступником директора. Він відіграв важливу роль у реформі академії 1790 року. З 1797 по 1801 був директором Академії.
У Берліні Ходовецький одружився з Йоханною Марі (1728—1785), донькою гугенотського вишивальника шовком Жана Бареза з Амстердама. Цей шлюб пов'язав Ходовецького із французькою громадою. Ходовецький говорив німецькою та французькою (оскільки працював у французькій громаді гугенотів у Берліні), але часто заявляв про свою польську приналежність і зображував свого сина Ісаака Генріха, який народився в Берліні у польському шляхетському вбранні та з національною зачіскою. Після поділу Польщі Ходовецький писав Грефіну Зольмс-Лаубаху: «З боку батька я поляк, нащадок хороброї нації, яка скоро зникне». У листі до польського астронома Юзефа Ленського повідомляв: «Я вважаю за честь бути справжнім поляком, хоча зараз живу в Німеччині».
Ходовецький мав шість дочок і трьох синів. Вільгельм Ходовецький став художником і гравером, Анрі Ісаак († 1831) у 1805 році — пастором французької реформатської церкви в Потсдамі. Дочки: Жаннетт (1761—1835), вона вийшла заміж за французького проповідника-реформатора Жака Папена, Сюзанна (1763—1819) та Генрієтта (1770—1880). Жаннетт та Сюзанна стали художницями. Дочка Жаннетти Маріанна Гретшель, уроджена Ходовецька Папен (1794—1870), та її син Генріх Папен (1786—1839) також були художниками.
Даніель Ходовецький помер у віці сімдесяти чотирьох років у Берліні. Місце свого останнього упокою знайшов на Французькому цвинтарі. Його поховання вважається «почесною могилою міста Берліна» (Ehrengrab der Stadt Berlin). У Берлінському районі Пренцлауер-Берг його ім'ям названо Ходовецькіштрассе.

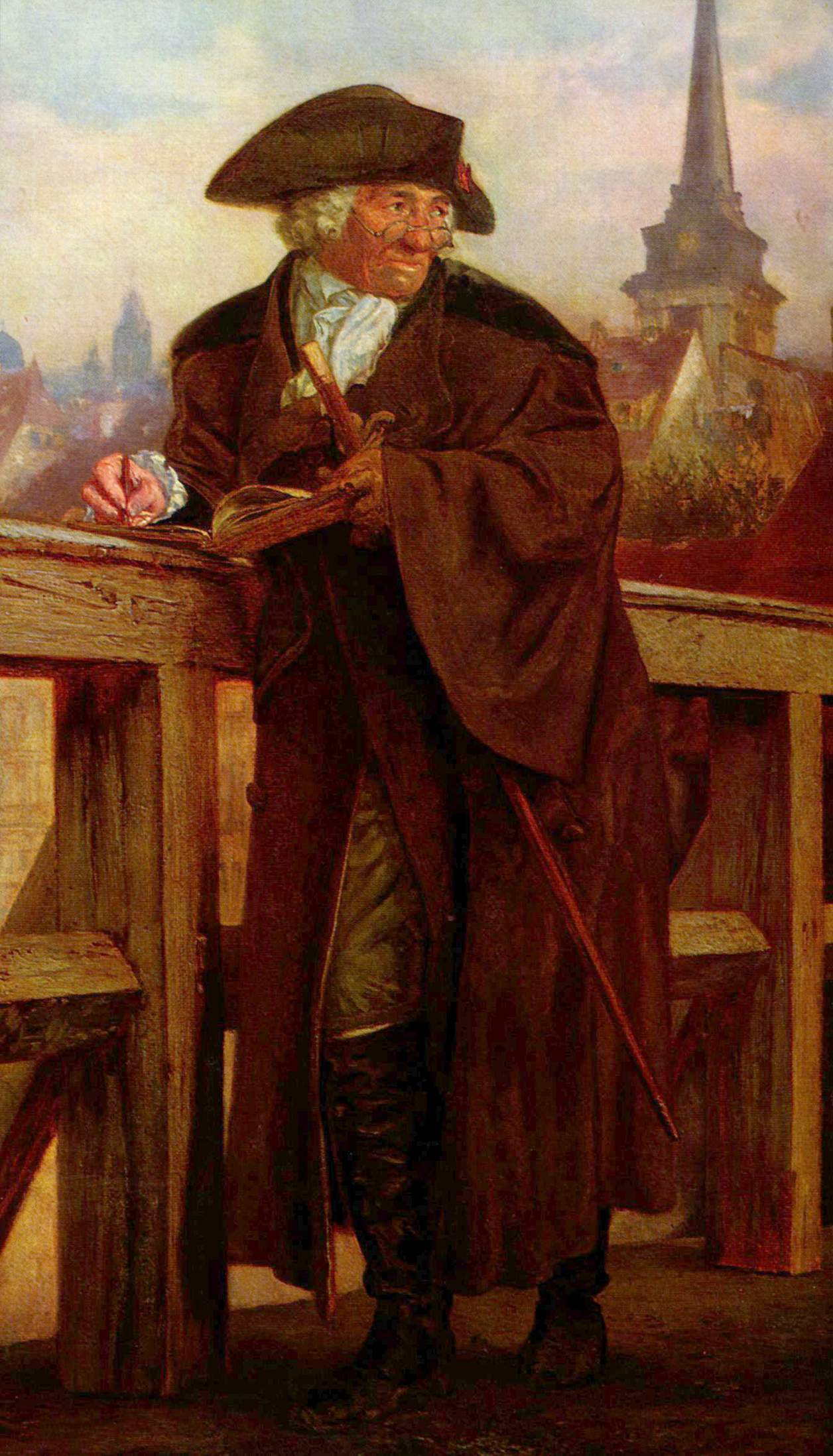
Адольф Менцель: Ходовецький на Янновицькому мосту, посмертний портрет, 1859 р.

## Творчість
Ходовецький зміг досягти успіху як художник-ілюстратор альманахів та ілюстрованих календарів. Пізніше його гравюри зробили його відомим у всій Європі. Спадщина Ходовецького включає більш ніж 2300 офортів, зазвичай невеликих розмірів, а також безліч малюнків та картин. Його книжкові ілюстрації охоплюють майже всі твори європейської класики. Ходовецький ілюстрував твори Г. Е. Лессінга, Ж. Ж. Руссо, «Страждання юного Вертера» І. В. Гете, твори Клопштока, С. Річардсона, Л. Стерна, Ф. Шиллера. Наукові роботи Йоганна Бернхарда Базедова, Іоганна Тимофея Гермеса, Християна Готфрильда Зальцмана, або обкладинки «Дитячих друзів» Християна Фелікса Вейсе також оформлені його гравюрами. Його ілюстрації використовували у перекладах популярних видань Олівера Голдсміта, Мігеля де Сервантеса Сааведри та Тобіаса Смоллетта.
Ходовецький був майстром штрихового офорту. Його мальовничі твори менш відомі. Крім того, за його малюнками працювали одні з найкращих граверів, офортистів та мініатюристів Німеччини. Він також писав портрети польської знаті, цікавився гугенотською та польською історією, написавши кілька картин на ці теми. Його творчість була співзвучна духу часу, і багато робіт відображають культ чуттєвості, а потім революційні та німецькі націоналістичні почуття кінця століття.
Ходовецькому не був чужий сентименталізм. Деякі його роботи видають наслідування Антуану Ватто, художнику, твори якого особливо цінували в Берліні в роки фрідріхського рококо, інші відображають ідеали типово німецької бюргерської культури. Його гравюри в найдрібніших подробицях представляють життя буржуазії в період цопфстилю, часу між рококо і неокласицизмом, який іноді розглядають як предтечу німецько-австрійського бідермайєра. Натуралізм і прихильність до точного зображення деталей здобули йому популярність у берлінців. Даніель Ходовецький написав книгу — «Подорож із Берліна до Данцигу» (Die Reise von Berlin nach Danzig, 1773) і забезпечив її безліччю ілюстрацій. Він здійснив цю поїздку верхи та описав свої дорожні враження. Після цього він здійснив ще одну поїздку до Данцигу на похорон матері. Дорогою описував і замальовував свої враження від міст і людей у Померанії та Пруссії. У мистецтві гравюри Ходовецькому приписують винахід «навмисної ремарки» (absichtliche Bemerkung) — невеликого ескізу на дошці офорту поза основним зображенням. Такі нариси чи ескізи композиції Ходовецький перетворив на «розпізнавальні знаки» для збирачів естампів.

## Галерея

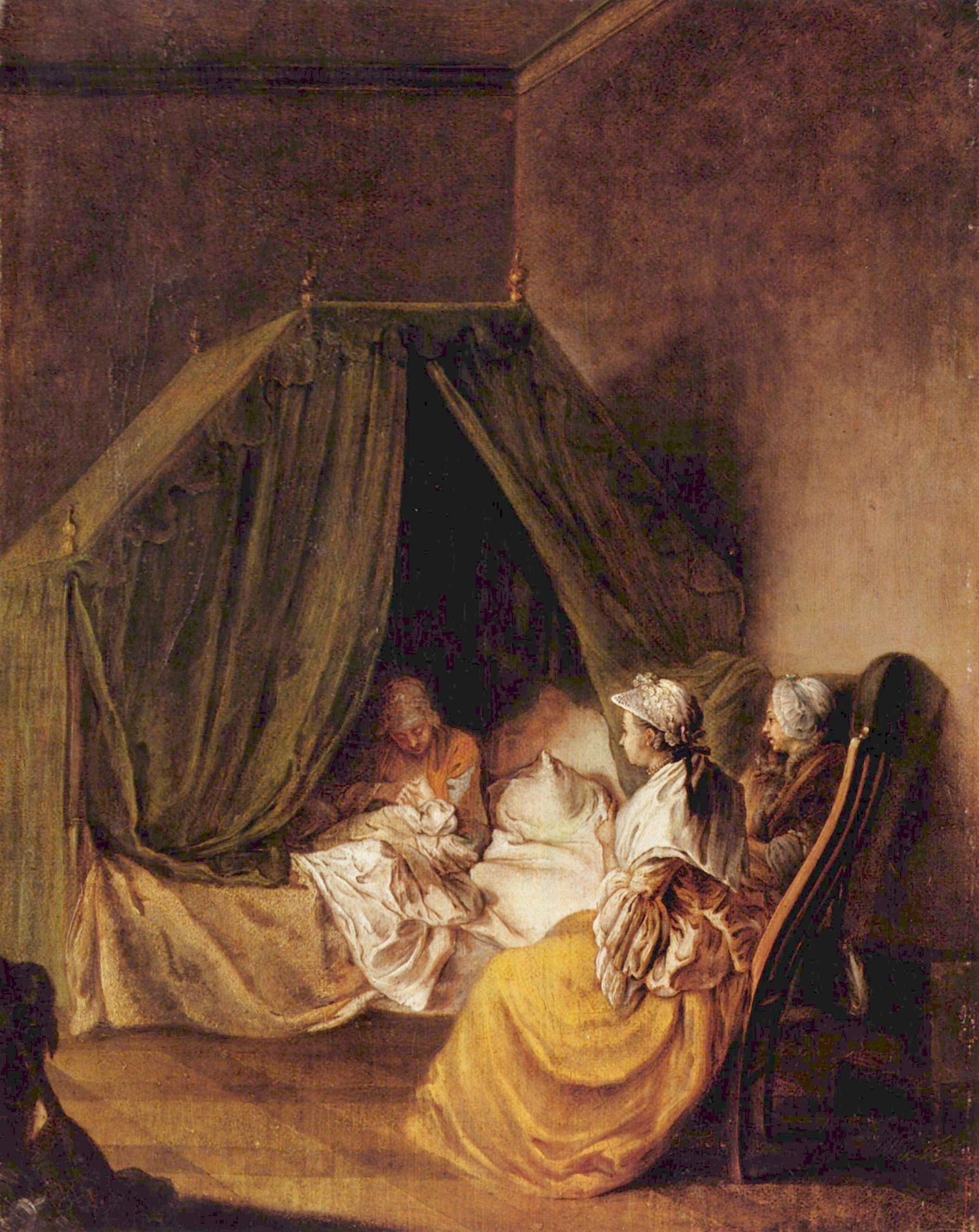
Дитяча кімната
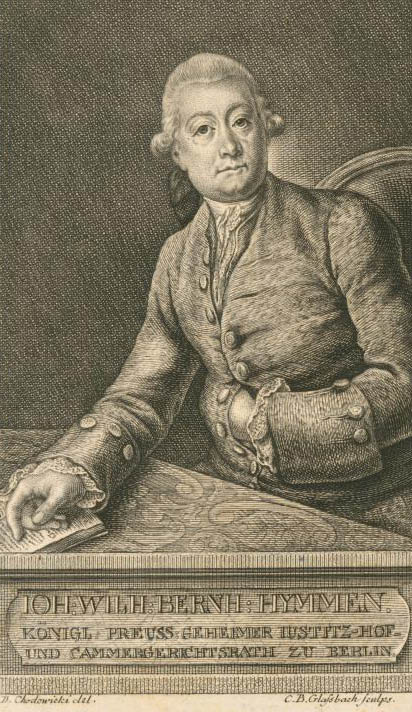
Йоганн Вільгельм Бернгард фон Гіммен
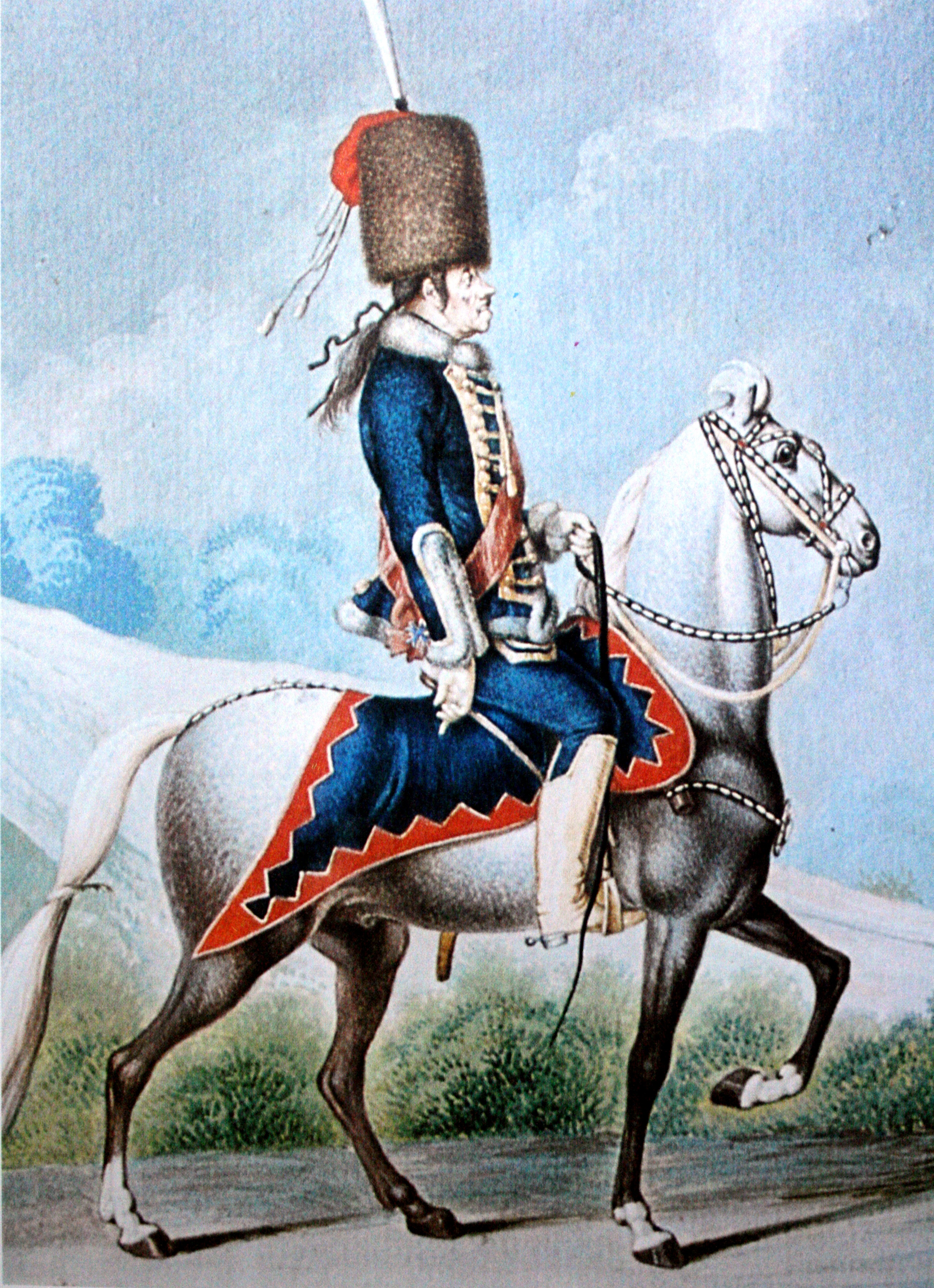
Ганс Йоахім фон Цитен
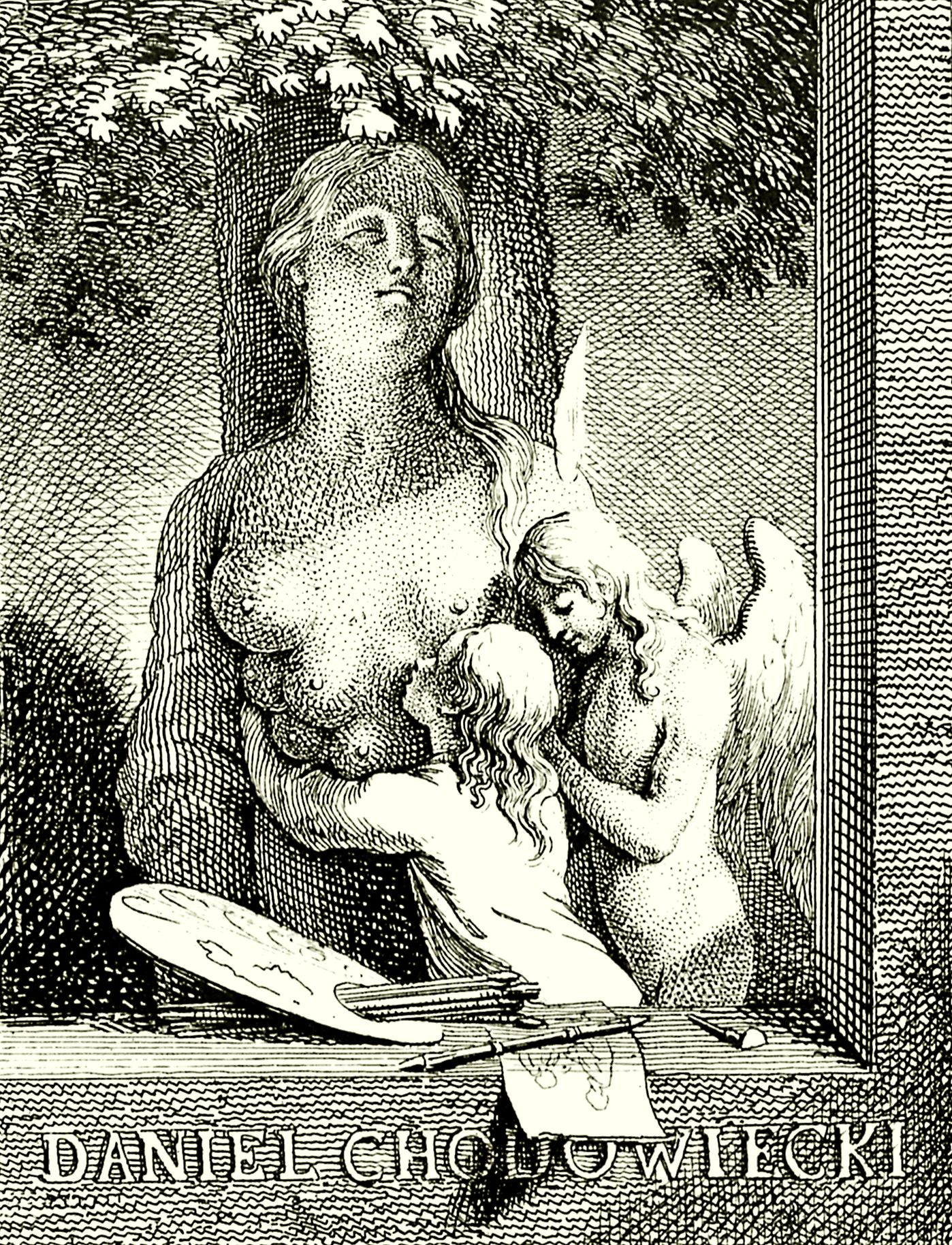
Екслібрис художника, гравюра на міді
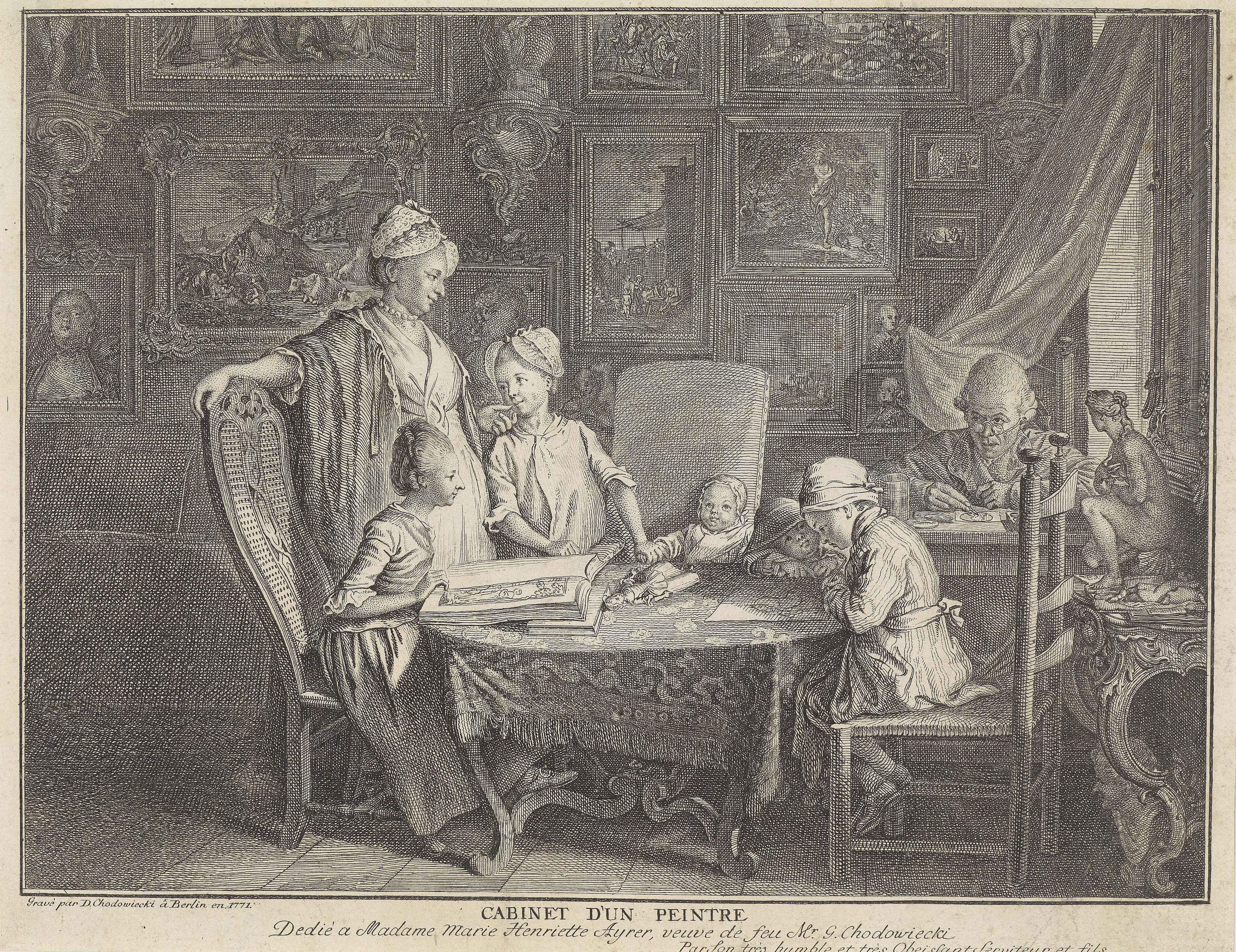
Ходовецький та його родина
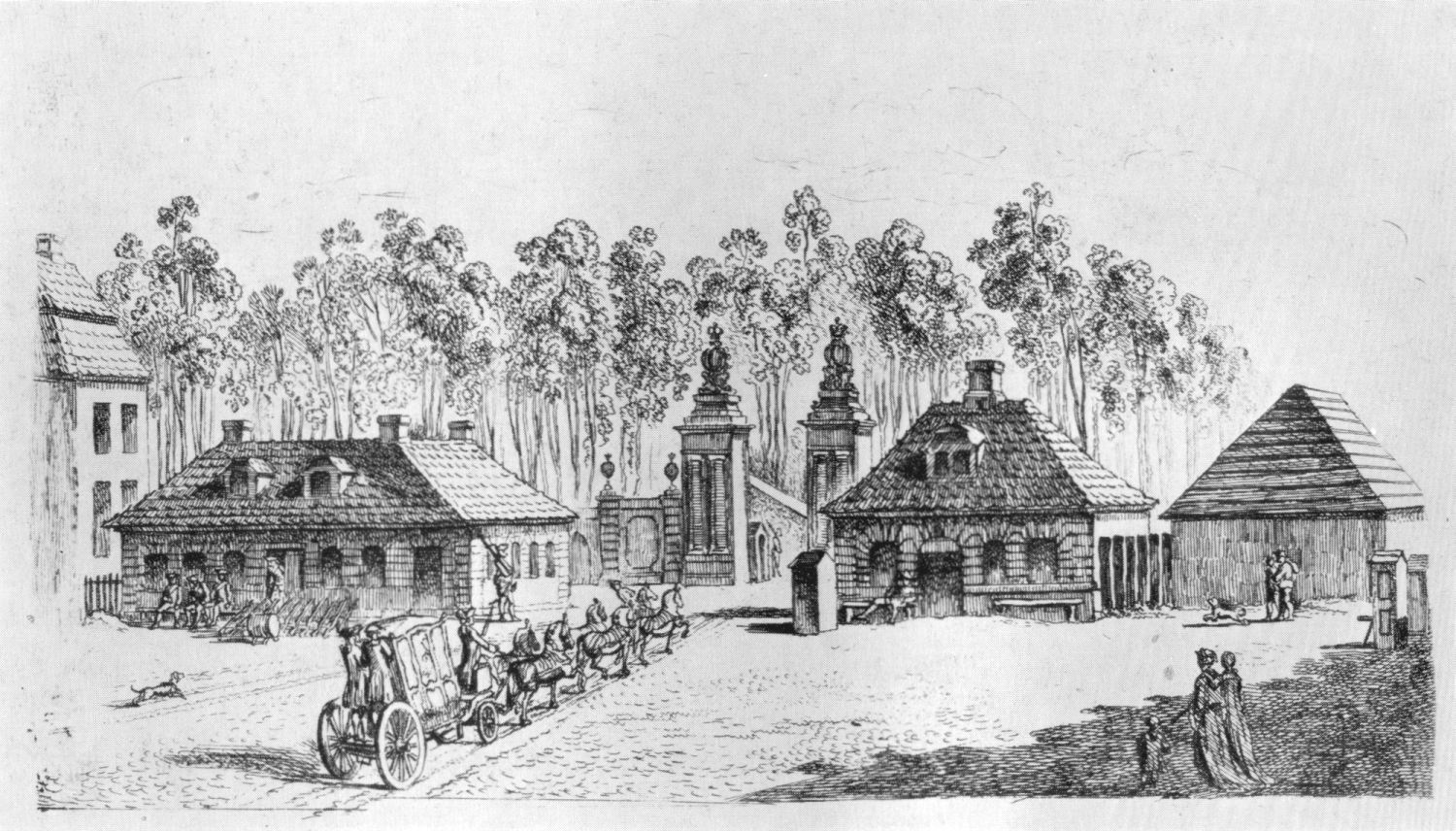
Бранденбурзькі ворота
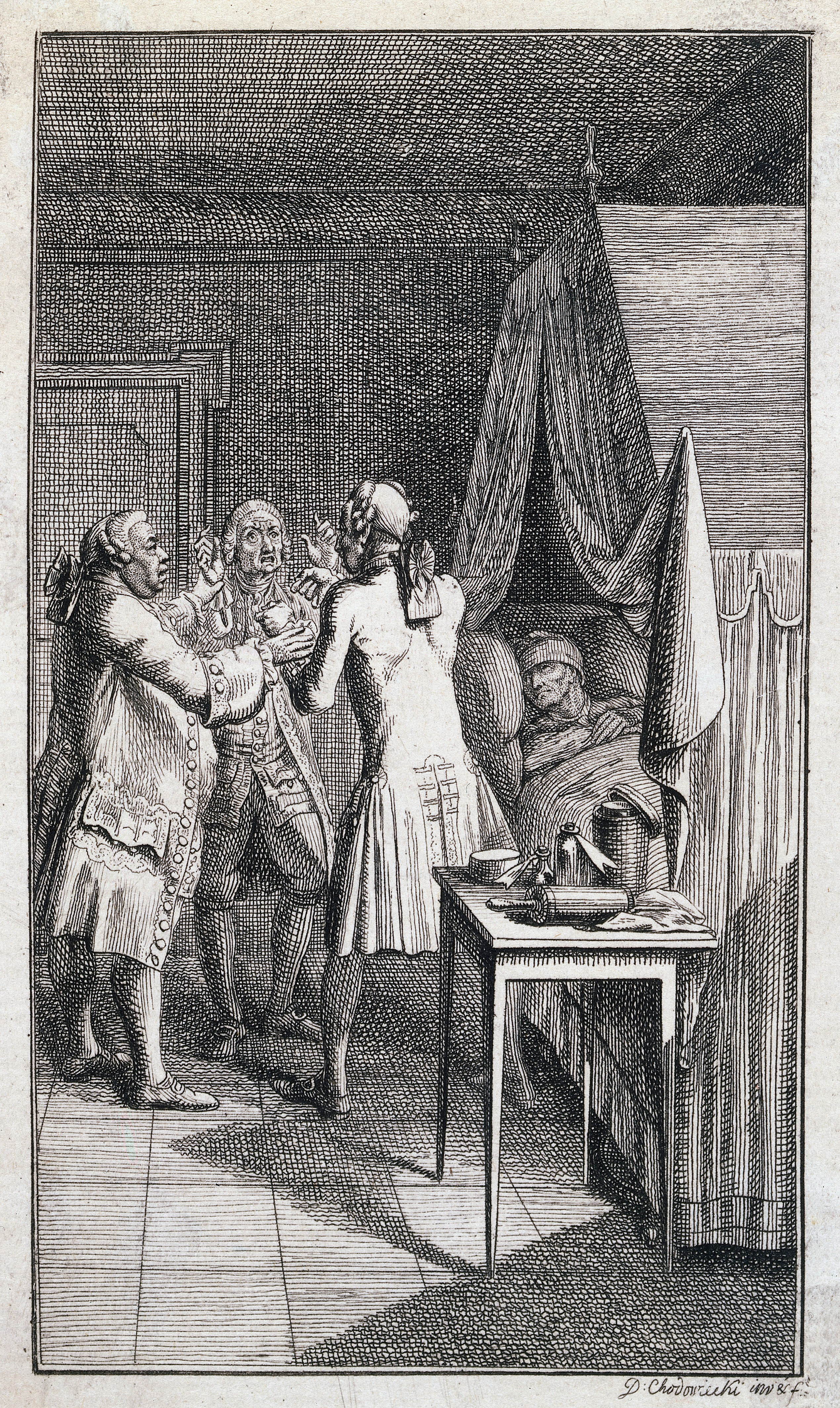
Консультація лікаря